# 布達佩斯中央市場

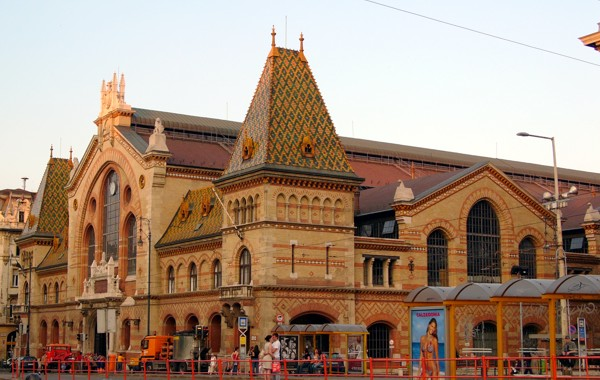
布達佩斯中央市場

布達佩斯中央市場（匈牙利語：Nagycsarnok）是位於匈牙利首都布達佩斯的一個农贸市场，以新鲜的农产品和选择多样而闻名。布達佩斯中央市場竣工於1897年，共有三層。地下部分和一層主要銷售食品，包括各种生鲜食材，以及干果和香料。二層則銷售各種手工艺品，並有一些当地风味餐廳。除了禮拜日和节假日之外，中央市場每日營業。